# Донской земельный банк

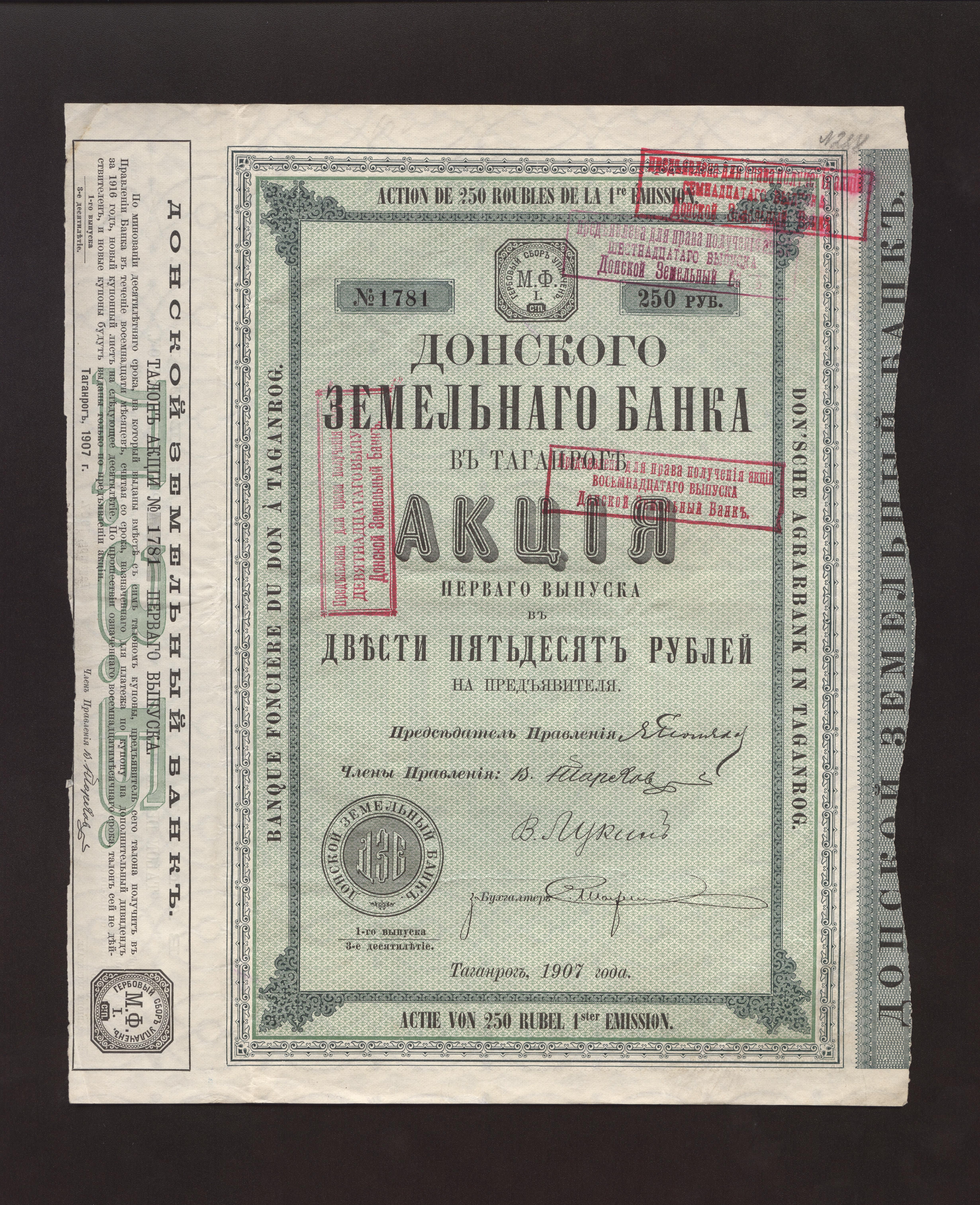
Акция в 250 рублей на предъявителя Донского земельного банка. Таганрог, 1907 г.

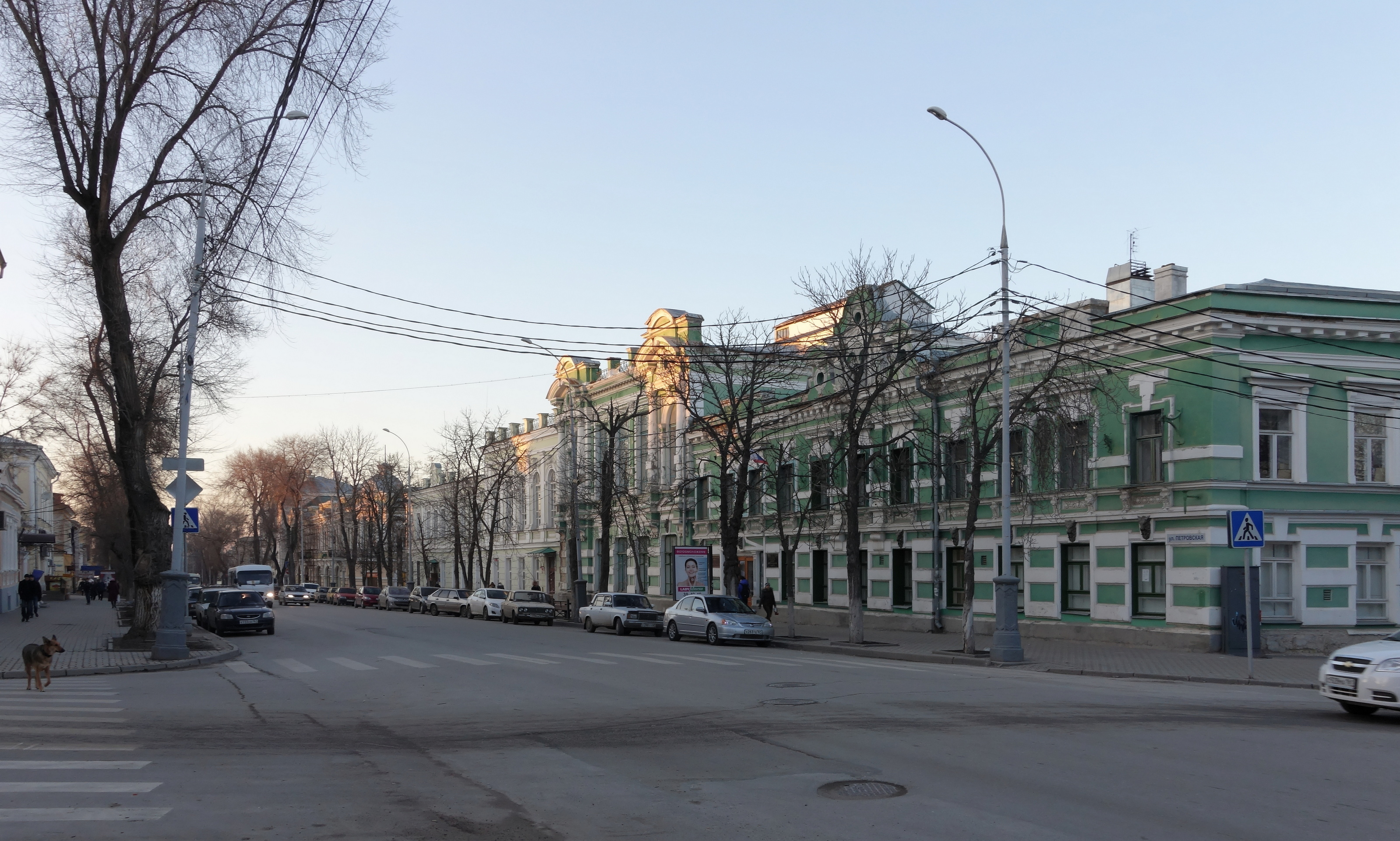
Дом Я. С. Полякова (второй справа), перестроенный для нужд Донского земельного банка.

Донской земельный банк — один из крупнейших акционерных ипотечных банков дореволюционной России. 

## История
Донской земельный банк основан в 1872 году, в другом источнике указан 1873 год, в Таганроге и стал одним из десяти акционерных земельных банков Империи, возникших в 1871 — 1873 годах в результате кредитной реформы в период царствования императора Александра II, и просуществовавших вплоть до Октябрьской революции. Кроме Донского в их число входили Харьковский, Полтавский, С.-Петербургско-Тульский, Московский, Бессарабско-Таврический, Нижегородско-Самарский, Киевский, Виленский и Ярославско-Костромской земельные банки. Складочный капитал всех этих кредитно-финансовых учреждений на 1 июля 1898 года составлял 51 716 520 рублей
Процедура выдачи кредита в земельных банках того времени в обязательном порядке сопровождалась оформлением закладных листов — ценных бумаг, высоко котировавшихся на бирже. Прежде всего на Московской: там проходил основной объем торгов по ценным бумагам, связанным с ипотекой. Активная торговля закладными листами шла также на Санкт-Петербургской,  Одесской, Рижской и Харьковской биржах.
В числе учредителей банка были Яков Соломонович и Самуил Соломонович Поляковы. Я. С. Поляков до 1903 года был председателем правления, когда был вынужден расстаться с акциями банка, который перешёл под контроль Азовско-Донского банка. В начале XX века в правление входили: Василий Павлович Лукин (председатель), Николай Иосифович Хвостов, Роман Александрович Пентцель, Густав Юлианович Руммель. Специализировался на выдаче долгосрочных ссуд (от 10 до 66 лет) под залог земель и городской недвижимости. В 1912 году было выдано ссуд на 19,1 млн руб., оборот составил 948,8 млн руб. 
Чистая прибыль в 1912 году — 1,802 млн. руб.; в 1914 году — 2 млн. рублей. На 1 января 1913 года в залоге находилось 10 631 недвижимое имущество, под которые было выдано 154,8 млн. руб. В 1913 году основной капитал равнялся 10 млн руб. (40 тыс. акций по 250 рублей).